# 749 (numero)
Settecentoquarantanove (749) è il numero naturale dopo il 748 e prima del 750.

## Proprietà matematiche
- È un numero dispari.
- È un numero composto, con 4 divisori: 1, 7, 107, 749. Poiché la somma dei suoi divisori (escluso il numero stesso) è 115 < 749, è un numero difettivo.
- È un numero intero privo di quadrati.
- È un numero congruente.
- È un numero palindromo e un numero ondulante nel sistema di numerazione posizionale a base 12 (525) e in quello a base 22 (1C1).
- È un numero odioso.
- È un numero colombiano nel sistema numerico decimale.
- È parte delle terne pitagoriche (749, 2568, 2675), (749, 5700, 5749), (749, 40068, 40075), (749, 280500, 280501).

## Astronomia
- 749 Malzovia è un asteroide della fascia principale del sistema solare.
- NGC 749 è una galassia spirale della costellazione della Fornace.

## Astronautica
- Cosmos 749 è un satellite artificiale russo.